# ليش (هسن)
ليش (بالألمانية: Lich, Hesse) هي بلدة، مدينة و بلدة ألمانية تقع في ألمانيا في غيسن. يقدر عدد سكانها بـ 13,460 نسمة .

## المدن التوأمة
مدينة تانغرمونده هي مدينة توأمة لـليش (هسن).

## أعلام
- مايكل كوخ
- نواه ميشيل
- آيلين آسليم
- مارك-اوليفييه كيمب
- بنيامين لينس
- فريدريش كيلينر